# イワン・ダシチェフ
イワン・フョードロヴィッチ・ダシチェフ（ロシア語: Иван Фёдорович Дашичев、1897年1月3日 - 1963年4月24日）は、ソ連の軍人。少将。

## 経歴
チモノフカ村（現ブリャンスク州ブリャンスキー地区）出身。1916年、チュグエフスク軍事学校を卒業し、准尉（少尉補）として第一次世界大戦に従軍。
1918年、赤軍に志願。ロシア内戦時、第27狙撃師団第80旅団の参謀長補佐、参謀長を務め、東部戦線でベロチェホフ及びコルチャーク軍、西部戦線でポーランド軍と戦った。ドルボヴォ包囲の突破等の功績で赤旗勲章2個を授与された。1921年3月、クロンシュタットの反乱の鎮圧に参加し、3個目の赤旗勲章を授与された。
内戦終結後、連隊、師団、軍団の参謀長、第35狙撃師団長、第2狙撃軍団長補佐を歴任。1928年、M.V.フルンゼ名称軍事アカデミーを卒業。1929年から共産党員。1939年8月からレニングラード軍管区の第47狙撃軍団長となり、ソ・フィン戦争に参加。1940年7月、オデッサ軍管区の第35狙撃軍団長となり、ベッサラビアの占領に参加した。
独ソ戦勃発と共に、ダシチェフ指揮下の第35狙撃軍団は、プルート川に防衛線を張り、キシナウへの接近経路上で激戦を繰り広げた。1941年8月から第9狙撃軍団長となり、ペレコプ地峡とチョンガルスキー橋を防衛した。
1953年10月に退役。

## 栄典
レーニン勲章、赤旗勲章4個を受章。